# Pedro Soriano
Pedro Soriano é um cantor e autor (cantautor) nascido em Sevilha, Andaluzia na Espanha no ano de 1947. Criado em Granada, cidade em que junto com Munique tem sua residência. Suas canções deve muito à influência de Jacques Brel e Joan Manuel Serrat. Comprometido com a ideologia anarquista, seu pai foi Carlos Soriano, secretário da Confederação Nacional do Trabalho durante o pós guerra.

## Discografia
- 1976: Pedro Soriano (Reeditado em 2000)
- 1996: Esbozos
- 1998: Arcadia
- 2003: Ben al-Zahídin
- 2007: La Plaza Humana com a colaboração de poetas como Luis García Montero, Javier Egea, Alfonso Salazar, Javier Benítez, Pepe Ramos, Ernesto Pérez Zúñiga, Ramón Repiso, Marga Blanco e Belén Sánchez entre outros. Também é colaborador do filósofo anarquista José Luis García Rúa
- 2008: Coplas en los tendederos
- 2009: Homenaje a José Luis García Rúa (Cantos a la Divina Acracia) Incluindo textos de Agustín García Calvo, Jesús Lizano, Isabel Escudero, Agustín Souchy, Giuseppe Gioachino Belli, Joan Salvat Papasseit e Alfonso Salazar.
- 2011: Cancionero agradecido y sentimental
- 2012: AmiTango
- 2012: Soriano y Soriano. Canciones de Carmen Soriano